# Крикалы (Поставский район)
Крикалы (белор. Крыкалы) — хутор в Поставском районе Витебской области Белоруссии. Входит в состав Дуниловичского сельсовета.

## География
Деревня расположена в 32 км от города Поставы и в 1 км от Дунилович.

## История
В 1861 году — имение в Дуниловичской волости Вилейского уезда Виленской губернии. Ревизских душ 129, в том числе: батраков 12, дворовых 10, крестьян-единоличников 26, наделенных землей 9.
В конце XIX века создан усадебный парк пейзажного типа.
В 1905 году — имение графини Любенецкой на реке Зарежанка, 40 жителей, 400 десятин земли.
В результате советско-польской войны 1919—1921 гг. деревня оказалась в составе Срединной Литвы.
С 1922 года — в составе Дуниловичского повета Виленского воеводства Польши (II Речь Посполитая).
В 1923 году — фольварок, 54 жителя.
В сентябре 1939 года деревня была присоединена к БССР силами Белорусского фронта РККА.
С 15 января 1940 года — в Дуниловичском сельсовете Дуниловичского района Вилейской области БССР.
С 20.01.1960 года — в Глубокском районе.
С 25.12.1962 года — в Поставском районе.
В середине 1960-х гг. — 14 дворов, 53 жителя.
С 1975 года — в Воропаевском поселковом Совете, затем вновь в составе Дуниловичского сельсовета.
В 2001 году — 5 дворов, 7 жителей, колхоз «XXV партсъезд».